# Хо Куи Ли
Хо Куи Ли (вьет. Hồ Quý Ly, тьы-ном 胡季犛), ранее носил имя Ле Куи Ли (вьет. Lê Quý Ly, тьы-ном 黎季犛); 1335—1407) — монарх государства Дайнгу (бывшего Дайвьета), основатель династии Хо. Правил под девизом Тхань-нгуен.

## Жизнеописание
Фактически правил Дайвьетом с 1378 года. Выиграл несколько войн с Тьямпой, вернув Дайвьету в 1389 отторгнутые ранее у него территории. Провел в конце XIV — начале XV веков ряд реформ, направленных на укрепление центральной власти в стране и подрыв власти крупных феодалов:
- земельную реформу в 1397 году, которая ограничивала размеры наследственных феодальных владений «дьен чанг» 10 мау (1 мау = 3600 м²) и число зависимых крестьян;
- финансовую реформу в 1396 году, которой реорганизовал и упрочил финансовую систему, а также ввёл бумажные деньги;
- налоговую реформу в 1402 году, по которой вводился дифференцированный подушный налог, зависевший от количества земли.

В 1400 году Хо Куи Ли сменил название страны с «Дайвьет» (вьет. Đại Việt, тьы-ном 大越, «великий вьет») на «Дайнгу» (вьет. Đại Ngu, тьы-ном 大虞, «великое спокойствие»).
В годы правления Хо Куи Ли была усовершенствована система экзаменов для получения должностей в соответствии с практическими нуждами страны, впервые введены экзамены по математике и бесплатное образование в крупных городах страны. В законодательной практике стала применяться национальная письменность — тьы-ном. Укреплялись и развивались армия и флот. Была проведена перепись всего мужского населения.
Правление Хо Куи Ли было прервано вторжением в Дайнгу китайской армии императора Юнлэ, при отражении которого правитель государства Дайнгу погиб.